# Hohndorf (Großolbersdorf)

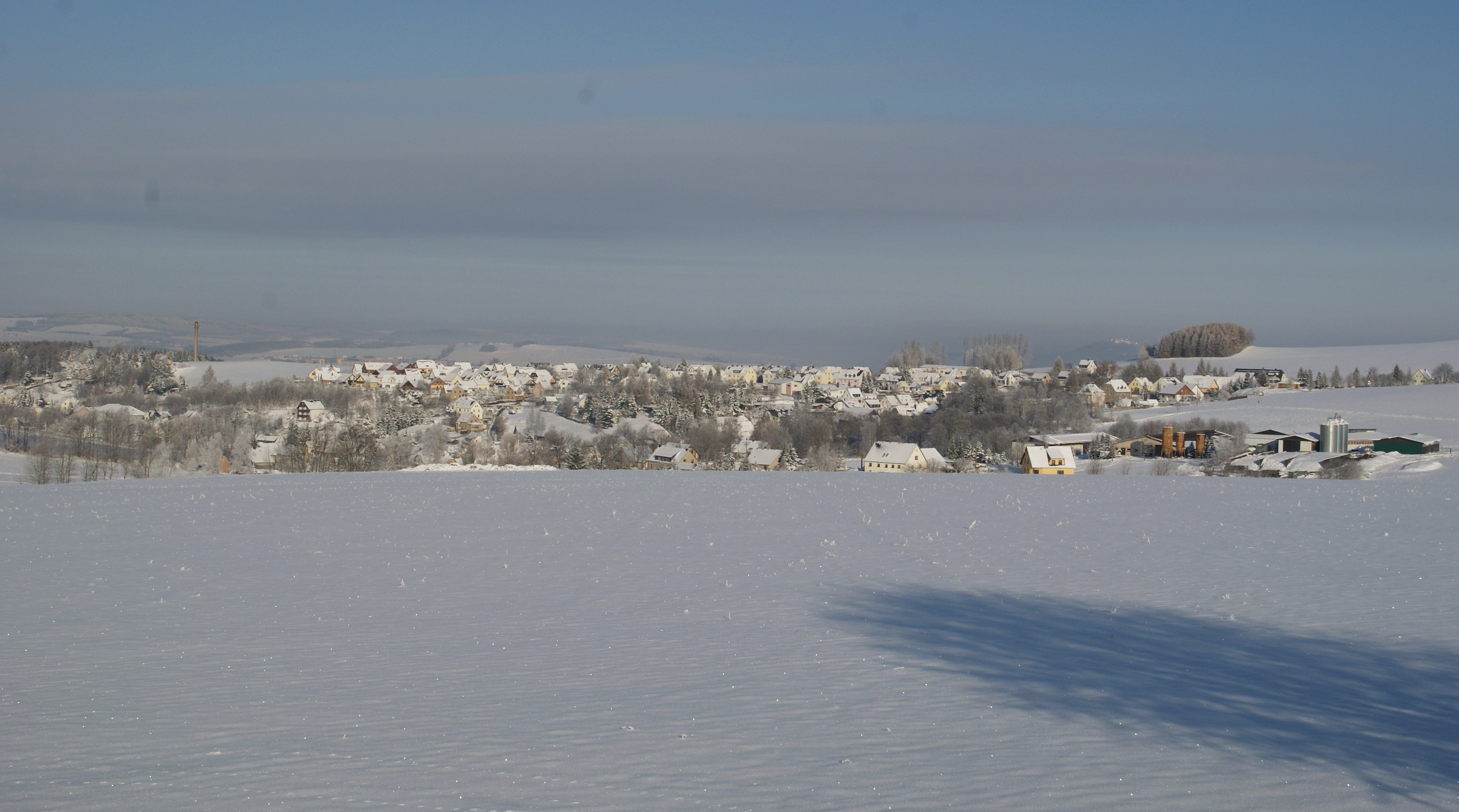
Hohndorf

Hohndorf ist ein Ortsteil der sächsischen Gemeinde Großolbersdorf im Erzgebirgskreis.

## Geografie

### Lage
Hohndorf liegt etwa 3 Kilometer südsüdöstlich von Zschopau im Erzgebirge. Die Ortslage erstreckt sich über knapp 1 Kilometer in der Quellmulde der Tischau, welche nach Nordosten durch das gleichnamige Tal zur Zschopau fließt. Durch den Ort führt die Bundesstraße 174 von Chemnitz nach Reitzenhain. Östlich von Hohndorf liegt der 597,8 m ü. NN hohe Pilzhübel.

### Nachbarorte
| Schlößchen    | Zschopau                                    | Krumhermersdorf |
| Wilischthal   | Kompassrose, die auf Nachbargemeinden zeigt |                 |
| Scharfenstein | Großolbersdorf                              |                 |

## Geschichte

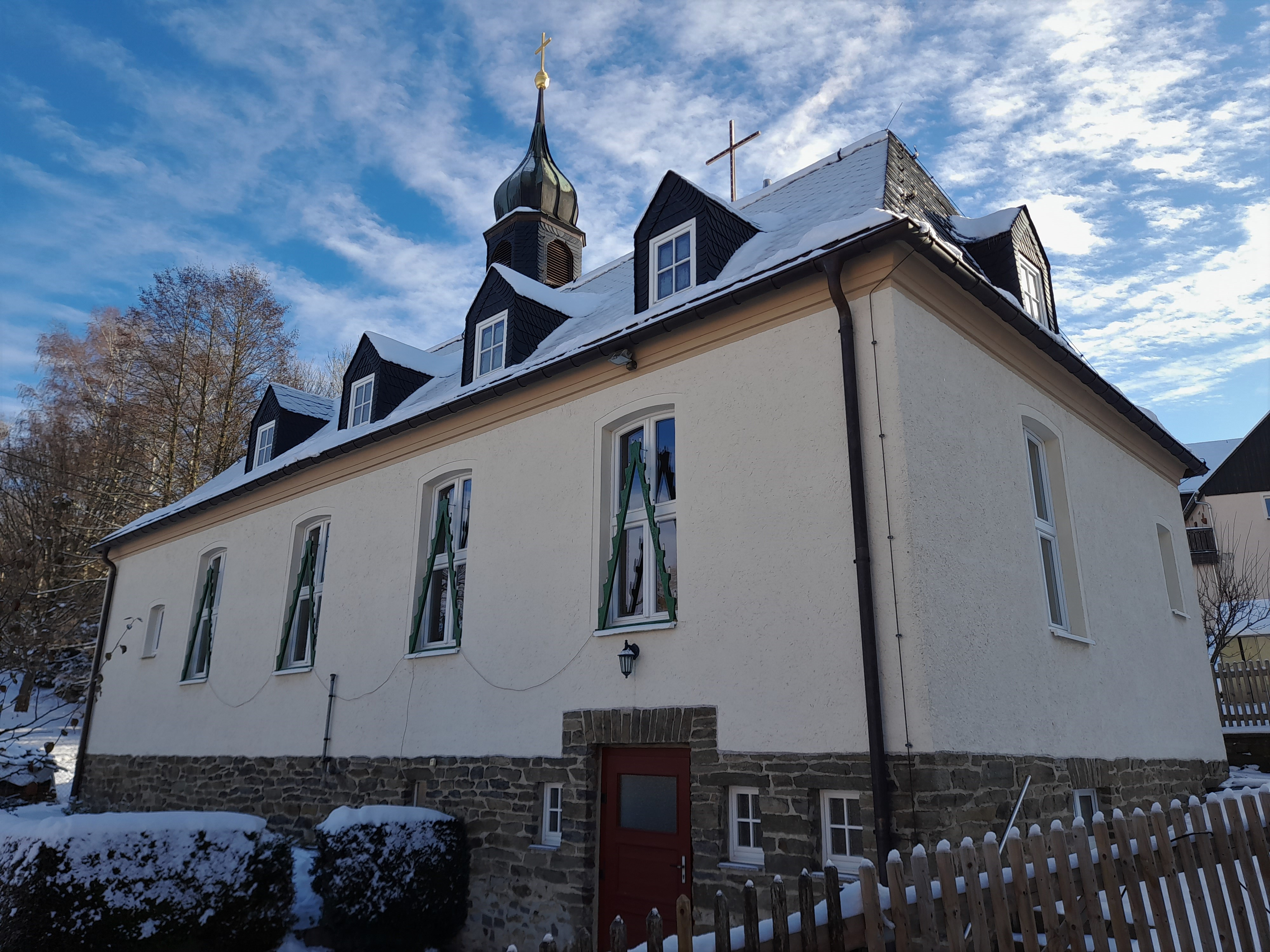
Evangelische Kapelle Hohndorf

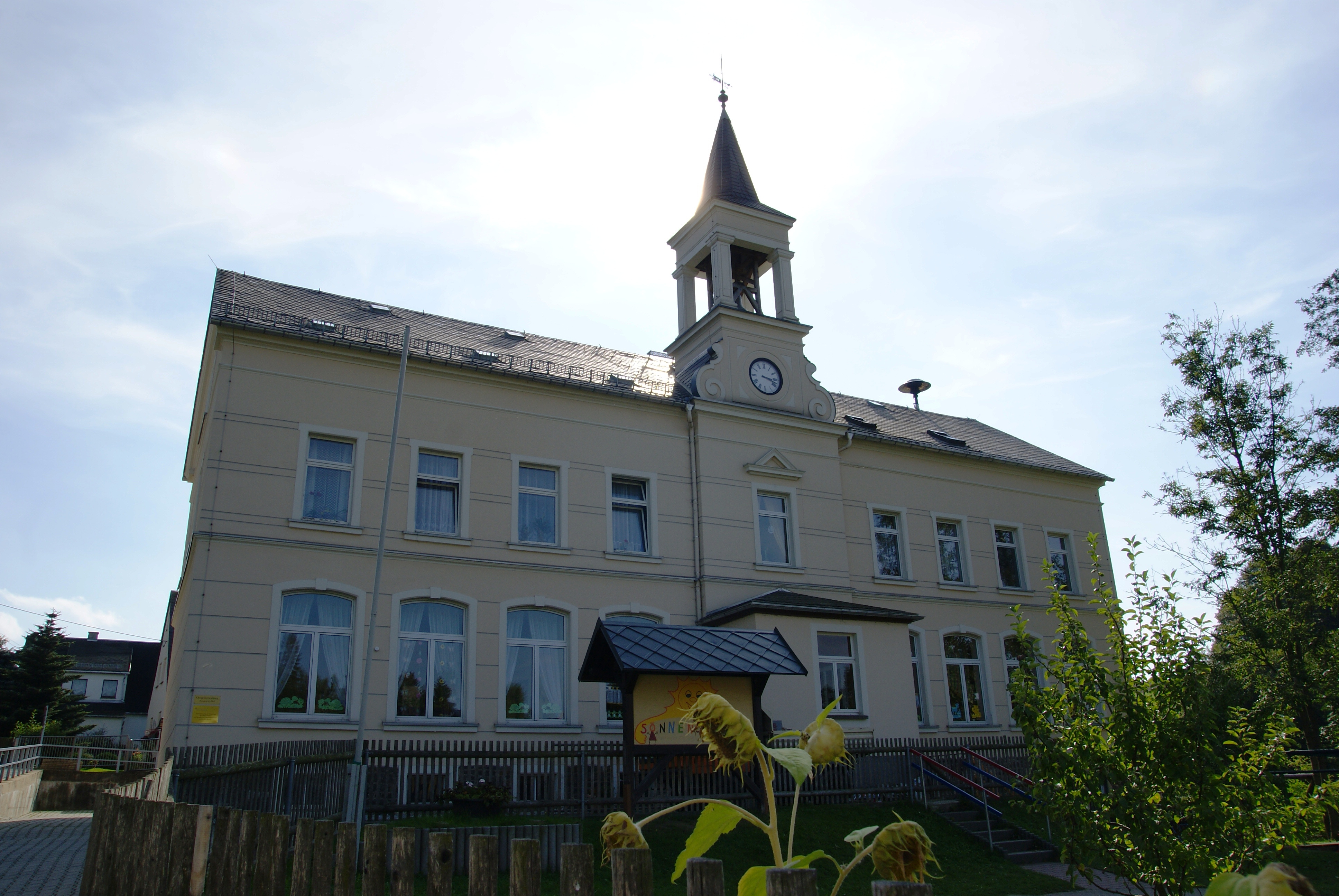
Ehemalige Schule

Die erste urkundliche Erwähnung von Hoendorff datiert aus dem Jahre 1486. Bereits um 1385 ließen die Herren auf Burg Scharfenstein im Bereich des heutigen Gasthofs „Schwarzes Roß“ ein Vorwerk errichten.
Der Ortsname resultiert aus dem Vergleich zur etwa 250 Meter tiefer liegenden Stadt Zschopau. Es ist im Ursprung ein sehr kleines Waldhufendorf mit lediglich 10 Höfen, deren Hufen einseitig nach Westen verliefen. Nordwestlich, im Tischautal, bestand eine Mühle, deren Bau bis heute erhalten ist.
Um 1700 wurde die Poststraße Chemnitz–Marienberg angelegt (heute Alte Marienberger Straße) und um 1821 weiter ausgebaut.
1760 erhielt der Ort seine erste Schule, 1784 wurde das noch heute bestehende Gasthaus „Schwarzes Roß“ mitsamt Ausspanne an der alten Fernhandelsstraße nach Prag (heute B 174) errichtet. Es liegt am Ende des steilen Anstieges von Zschopau über die „Ganshäuser“. 1813 durchquerten österreichische Truppen den Ort auf dem Weg zur Völkerschlacht bei Leipzig.
Mit Gründung der Parochie Großolbersdorf am 18. April 1575 wurde Hohndorf dieser zugeordnet, die Gemeindeglieder besuchten die Gottesdienste in Großolbersdorf. Erst im Jahre 1955 wurde ein Kirchgemeindehaus (Kapelle) im Ort errichtet.
Bei einem Bombenangriff vom 14. auf den 15. Februar 1945 wurden 5 Menschen getötet, 5 Gebäude vernichtet bzw. stark beschädigt, darunter der Gasthof, und 18 Gebäude leicht beschädigt.
1959/1960 zog die Sportabteilung des VEB Motorradwerk Zschopau (MZ) gemeinsam mit Teilen der Verwaltung in das Gebäude einer stillgelegten Spinnerei (Strumpfwerk Libelle), unweit der Fernverkehrsstraße 174. – Die Sportabteilung wurde infolge der Auswirkungen der Währungsunion für den VEB im Dezember 1990 aufgelöst.
1976 begann der Ausbau der Fernverkehrsstraße 174 durch das Tischautal, die Bauarbeiten dauerten bis 1978.
Nördlich des Ortes an der Marienberger Straße wurde 1978 mit dem Bau eines neuen Betriebsteiles für den VEB MZ begonnen, da für einen weiteren Ausbau der bestehenden Werke im Tischautal kein Platz zur Verfügung stand. Der neue Betriebsteil wurde nach 1991 der Hauptsitz des Nachfolgeunternehmens MuZ.
Mit seinen 587 Einwohnern (Stand 31. Dezember 1993) wurde Hohndorf zum 1. Januar 1994 nach Großolbersdorf eingemeindet.

## Entwicklung der Einwohnerzahl
| Jahr | Einwohnerzahl                          |
| ---- | -------------------------------------- |
| 1551 | 8 besessene Mann, 11 Inwohner          |
| 1764 | 7 besessene Mann, 3 Häusler, 4 ½ Hufen |
| 1834 | 302                                    |
| 1871 | 460                                    |
| 1890 | 495                                    |

| Jahr | Einwohnerzahl |
| ---- | ------------- |
| 1910 | 494           |
| 1925 | 573           |
| 1939 | 825           |
| 1946 | 805           |
| 1950 | 839           |

| Jahr | Einwohnerzahl |
| ---- | ------------- |
| 1964 | 750           |
| 1971 | 732           |
| 1987 | 630           |
| 1990 | 596           |
| 1993 | 587           |

## Persönlichkeiten
- Fitz Böhme, wohnhaft und 2013 gestorben in Hohndorf, wo noch Skulpturen von ihm sichtbar sind
- Walter Winkler (1926–2010), geboren in Hohndorf, Endurosportler